# Capone (1975)
Capone is een Amerikaanse film uit 1975 van regisseur Steve Carver. De hoofdrollen worden vertolkt door Ben Gazzara, Harry Guardino, Susan Blakely en Sylvester Stallone. De film is gebaseerd op het misdaadleven van Al Capone.

## Verhaal
De jonge Al Capone maakt met zijn grote mond en stoere houding indruk op de misdaadbazen Frankie Yale en Johnny Torrio. Wanneer Torrio hem in dienst neemt, kan Capone beginnen aan zijn criminele loopbaan. Tijdens de drooglegging gaan verscheidene bendes de strijd aan met elkaar. Er vloeit veel bloed, hetgeen Torrio wilde voorkomen. Capone en zijn rechterhand Frank Nitti hebben minder problemen met de straatoorlog.
Op een dag besluit Capone om Torrio van de baan te ruimen. Hij laat de man vermoorden door een andere bende, maar de aanslag mislukt. Torrio leeft nog, maar besluit zich wel terug te trekken. De straatoorlog blijft slachtoffers eisen en ook Capone ontsnapt op het nippertje aan de dood. Wanneer vervolgens zijn vriendin Iris Crawford vermoord wordt, grijpt Capone in. Hij rekent af met zijn tegenstanders en grijpt de macht in Chicago, tot grote ergernis van het stadsbestuur. Met de hulp van Nitti laten ze Capone voor de rechtbank verschijnen. Omwille van belastingsfraude moet hij voor enkele jaren naar Alcatraz. Daar wordt hij ernstig ziek. De ouder geworden Capone komt vrij, maar weet amper nog wat er gebeurd is. Hij herkent zijn oude collega's niet en slaat wartaal uit.

## Rolverdeling
| Acteur              | Personage     |
| ------------------- | ------------- |
| Ben Gazzara         | Al Capone     |
| Susan Blakely       | Iris Crawford |
| Harry Guardino      | Johnny Torrio |
| Sylvester Stallone  | Frank Nitti   |
| John Cassavetes     | Frankie Yale  |
| John Davis Chandler | Hymie Weiss   |
| Carmen Argenziano   | Jack McGurn   |
| John Martino        | Tony Amatto   |

## Achtergrond
De film werd door critici ontvangen met gemengde reacties, vooral vanwege de aard van de film en de voor die tijd gewaagde scènes.